# Tell It to My Heart (singolo Taylor Dayne)
Tell It to My Heart è il primo singolo della cantante statunitense Taylor Dayne, pubblicato nel 1987 ed estratto dall'album omonimo.
La canzone è stata scritta da Seth Swirsky e Ernie Gold. Della canzone è stato riproposto un remix nel 2023 in collaborazione col trio di dj Cash Cash in collaborazione con la stessa Taylor Dayne.

## Tracce
- 7"

1. Tell It to My Heart – 3:38
2. Tell It to My Heart (Instrumental) – 3:15

## Classifiche
| Classifica (1987–1988) | Posizione raggiunta |
| ---------------------- | ------------------- |
| Regno Unito            | 3                   |
| Stati Uniti            | 7                   |

## Cover
- La cantante inglese Kelly Llorenna ne ha realizzato una cover nel 2002.